# 丞
丞（じょう）は、かつて中国と日本にあった中級の官職の接尾語である。元の字義は「補佐」。個々の官職の正式の名は、太史丞、大農丞など、属する機関の名と「丞」を組み合わせたものである。長官の丞はなく、次官か、それより下の補佐官となる。小吏ではないが、高官とも言えない中級の官吏である。
前漢では次官であった。御史大夫のような最上級の高官から、県令のような地方官まで、さまざまな役所には、多くの場合、次官として丞がついた。一部、丞相・太尉や将軍（前後左右将軍）の次官が長史であったり、廷尉の次官が廷尉正であったりという例外はあったが、数は少ない。長史と丞がともに配置された辺郡（辺境の郡）では、丞のほうが下、すなわち三番目の官になった。
唐では四等官の3番目にあてられた。
日本の律令制でも四等官の3番目にあたり、中務省・式部省などの八省に大丞と少丞があった。官位令の官位相当では、大丞が正六位、少丞が従六位である。